# Bruno Freiherr von Brackel
Bruno Freiherr von Brackel (Kassel, 20 de dezembro de 1911 — 13 de agosto de 1941) foi um oficial alemão que serviu durante a Segunda Guerra Mundial. Foi condecorado com a Cruz de Cavaleiro da Cruz de Ferro.

## Carreira

### Patentes
Oberleutnant

### Condecorações
| Cruz de Ferro 2ª Classe                                 |
| Cruz de Ferro 1ª Classe                                 |
| Cruz de Cavaleiro da Cruz de Ferro 23 de agosto de 1941 |